# Leopold Trauner
Leopold Trauner (ur. 12 grudnia 1883, zm. 27 maja 1947 w Landsberg am Lech) – cywilny nadzorca w kamieniołomach obozu koncentracyjnego Gusen i zbrodniarz wojenny.
Austriak, który w okresie od sierpnia 1939 do maja 1945 był zatrudniony w charakterze nadzorcy w kamieniołomie obozu Gusen (podobozu KL Mauthausen). Trauner nakazywał kapo okrutne traktowanie więźniów i osobiście również się nad nimi znęcał. W powojennym procesie zeznał, że w kamieniołomie poniosło śmierć ok. trzy tysiące ludzi.
Leopold Trauner został skazany w procesie załogi Mauthausen-Gusen (US vs. Johann Altfuldisch i inni) przez amerykański Trybunał Wojskowy w Dachau na karę śmierci. Wyrok wykonano przez powieszenie w więzieniu Landsberg 27 maja 1947.